# Операция «Мангуст»
Кубинский проект (также известный как операция «Мангуст», Operation Mongoose) был разработкой Центрального разведывательного управления США (ЦРУ) в первые годы пребывания в должности президента США Джона Ф. Кеннеди. На 30 ноября 1961 агрессивные секретные операции против коммунистического правительства Фиделя Кастро на Кубе были санкционированы президентом Кеннеди. Операцию возглавил генерал ВВС Эдвард Лансдейл после неудачного вторжения в заливе Свиней.
Операция «Мангуст» была секретной программой пропаганды, психологической войны и диверсии против Кубы для отстранения коммунистов от власти. Программа была разработана в администрации Кеннеди; в соответствии с мнением гарвардского историка Хорхе Домингеса это подтверждает документ из государственного департамента США. Американские политики также хотели бы видеть «новое правительство, с которым Соединённые Штаты смогут жить в мире».